# Partido Democrático del Pueblo

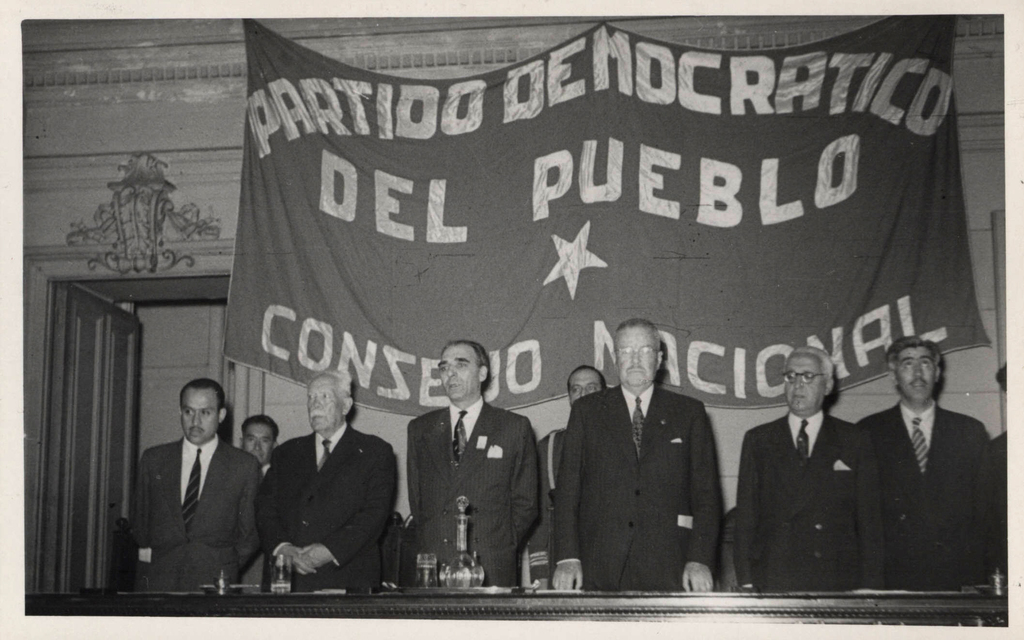
Nationaal Congres van de Partido Democrático del Pueblo in 1952

De Partido Democrático del Pueblo (Nederlands: Volksdemocratische Partij, PDP) was een centrumlinkse en populistische partij in Chili. Hoewel de partij maar kort bestond (1948-1956) speelde zij een niet onbeduidende rol in de Chileense politiek omdat zij lid was van de verkiezingsalliantie Alianza Nacional del Pueblo die in 1952 de verkiezingen won en oud-dictator Carlos Ibáñez del Campo aan de macht bracht. 
De partij ontstond in 1948 als afsplitsing van de Partido Democrático (Democratische Partij) uit onvrede over de anti-communistische koers van die partij. 
In 1954 sloot de partij zich aan bij de Frente de Acción Popular (Front van de Volksactie, FRAP), een verkiezingsalliantie aangevoerd door de Partido Socialista (Socialistische Partij) van Salvador Allende. In 1956 herenigde de partij zich met de Partido Democrático waarna de partijnaam van de laatste partij werd aangenomen. De herenigde democraten bleven binnen de FRAP.

## Verkiezingsuitslagen
| Jaar | Aantal afgevaardigden (totaal aantal zetels tussen haakjes) | Aantal senatoren (totaal aantal zetels tussen haakjes) |
| ---- | ----------------------------------------------------------- | ------------------------------------------------------ |
| 1949 | 1 (147)                                                     | 0 (45)                                                 |
| 1953 | 5 (147)                                                     | 1 (45)                                                 |